# Belyta bicolor
Belyta bicolor is een vliesvleugelig insect uit de familie van de Diapriidae. De wetenschappelijke naam van de soort is voor het eerst geldig gepubliceerd in 1807 door Jurine.